# Bredene
Bredene és un municipi belga de la província de Flandes Occidental a la regió de Flandes. L'1 de gener del 2024 tenia 18.154 habitants.

## Seccions
| #   | Nom             |
| --- | --------------- |
| I   | Bredene-Dorp    |
| II  | Bredene-aan-Zee |
| III | Sas-Slijkens    |

## Localització

Mapa de Bredene

- a. Klemskerke (i Vosseslag, a De Haan)
- b. Oudenburg
- c. Zandvoorde
- d. Oostende